# Посёлок № 13
Посёлок № 13 — посёлок Рахьинского городского поселения Всеволожского района Ленинградской области.

## История

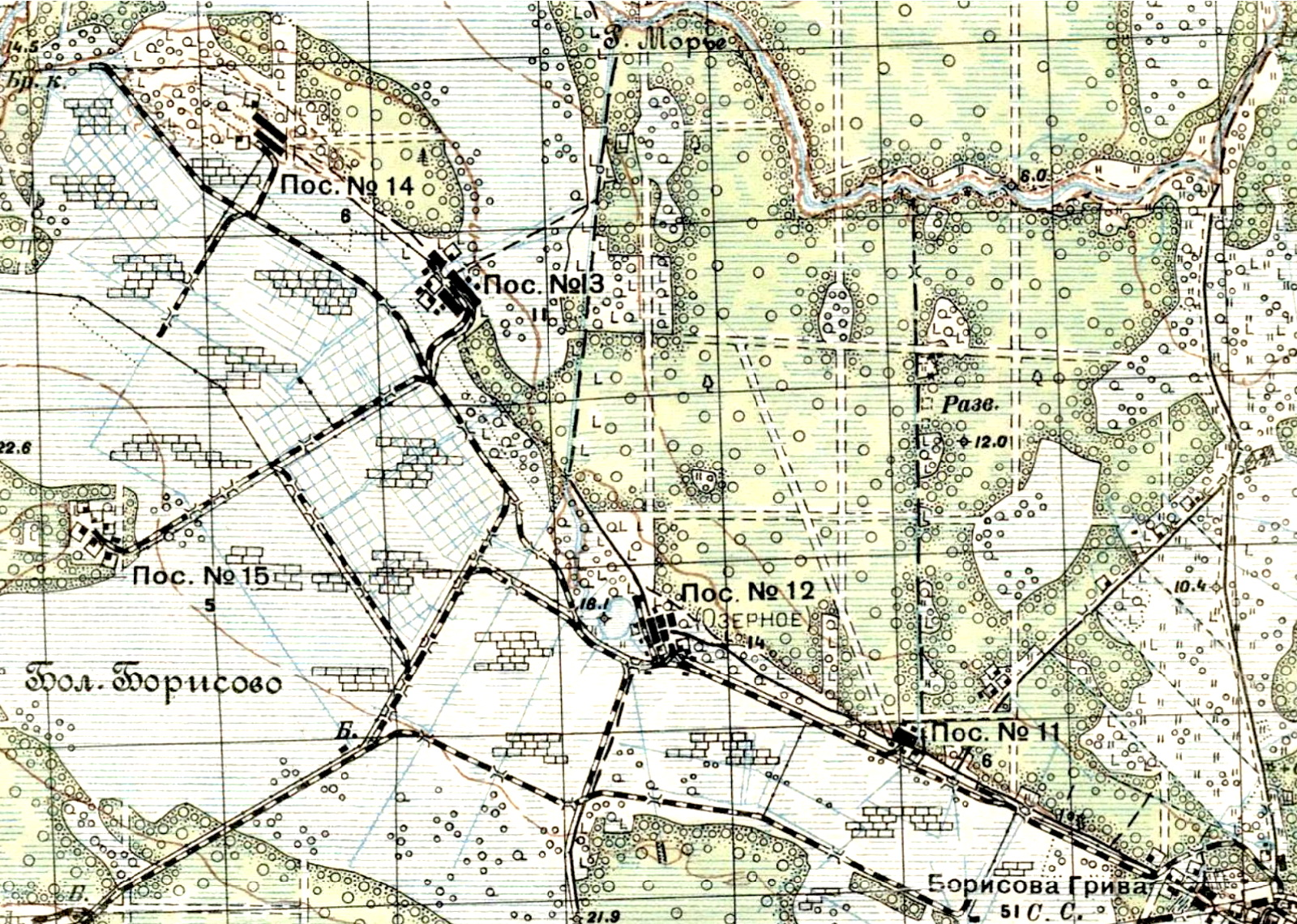
Посёлок № 13 на карте 1931 года

Согласно топографической карте РККА 1931 года Посёлок № 13 насчитывал 11 дворов.
В 1940 году посёлок насчитывал 15 дворов.
Один из сохранившихся рабочих посёлков на бывших Ириновских торфоразработках.
По данным 1966, 1973 и 1990 годов посёлок Посёлок № 13 входил в состав Вагановского сельсовета.
В 1997 году в посёлке проживали 179 человек, в 2002 году — 102 человека (русских — 82%), в 2007 году — 105.

## География
Посёлок расположен в восточной части района на автодороге 41К-202  (Проба — Лепсари — Борисова Грива), к северу от посёлка Рахья между деревней Лепсари и Посёлком № 12.
Расстояние до административного центра поселения и ближайшей железнодорожной платформы Рахья — 9 км.

## Демография
| 2007 | 2010 | 2017 |
| ---- | ---- | ---- |
| 105  | ↘66  | ↘63  |

Национальный состав
Согласно данным Всероссийской переписи населения 2021 года в посёлке проживали 76 человек, из них:
 русские — 54, таджики — 8, азербайджанцы — 1, остальные национальность не указали.

## Памятники
В посёлке расположен памятник истории — братская могила рабочих торфопредприятия, погибших при заготовке топлива для блокадного Ленинграда.